# Grote Atlas van Nederland (1930-1950)
De Grote Atlas van Nederland (1930-1950) is een in 2005 uitgegeven atlas. Het belangrijkste gedeelte bestaat uit 112 kaarten die de Topografische Dienst in de periode 1940 - 1944 maakte in opdracht van de Duitse bezetter. De kaarten, met de naam Topografische Karte der Niederlande 1:50.000 vormen een gedetailleerd beeld van geheel Nederland tijdens de oorlogsperiode. 
Bijzonder zijn ook de kaarten die aan de muur hingen van het Duitse commandocentrum in Berlijn tijdens de inval van mei 1940 en de kaarten van Amsterdam uit mei 1941 waarop de verspreiding van de joden in de stad nauwkeurig is aangegeven. De atlas bevat, naast tal van andere themakaarten, een of meerdere kaarten van alle Nederlandse plaatsen met meer dan 20.000 inwoners uit de periode 1930-1950. 
De uitgave, die meer dan 10 kilo weegt, is in samenwerking met het Koninklijk Nederlands Aardrijkskundig Genootschap en het Nederlands Instituut voor Militaire Historie, in beperkte oplage uitgegeven door Maior uit Zierikzee.